# 郑州市中医院
郑州市中医院，又名郑州市红十字医院，始建于1958年，是隶属于郑州市卫生局的一家综合性三级甲等中医院。是河南中医药大学第六附属医院，为河南省、郑州市工伤职工康复医院。
地址位于郑州市文化宫路65号。

## 简介
医院占地30亩，建筑面积2.39万平米，现有职工912人，其中卫技人员765人，有6名省市名中医。主任和副主任医师130人，郑州市学科技术带头人、拔尖人才17人，4名博士，107名硕士。
编制床位500张，开放床位650张。设有40多个临床科室，如急诊科、内科（脑病、心病、肺病、糖尿病、脾胃、肝病、肿瘤、血液、肾病风湿）、外科、创伤科、骨伤科、肛肠科、妇产科、儿科、康复科、皮肤科、针灸科、口腔科、耳鼻喉科、推拿科等，以及药学部、医学检验科、医学影像科、手术室、病理科、输血科、营养科7个医技科室。

## 重点专科
医院有9个中医重点专科，其中
- 国家中医药管理局“十一五”重点专科：脑病科
- 国家中医药管理局“十二五”重点专科建设单位：心病科、儿科
- 河南省中医管理局重点专科：脑病科、心病科
- 郑州市中医重点专科：骨伤科
- 郑州市培育重点专科：肺病科、糖尿病科、肾病风湿科、妇产科

## 荣誉
- 全国百姓放心示范医院
- 全国巾帼文明示范岗
- 中国医药卫生行业社会责任孺子牛奖
- 最受河南人民喜爱的十佳医院
- 省会最具专业特色十大优秀医院
- 2011年度群众满意医院
- 河南省卫生系统先进集体
- 郑州市基层平安示范单位
- 郑州市花园式单位